# Лераба
Лераба (фр. Léraba) — одна з 45 провінцій Буркіна-Фасо. Входить до складу області Каскади. Адміністративний центр провінції — місто Синду. Площа провінції становить 3129 км².

## Населення
За даними на 2013 рік чисельність населення провінції становила 155 651 осіб.
Динаміка чисельності населення провінції по роках:
| 1996  | 1997  | 2005   | 2006   | 2013   |
| ----- | ----- | ------ | ------ | ------ |
| 92927 | 93351 | 117225 | 124422 | 155651 |

## Адміністративний поділ
В адміністративному відношенні поділяється на 8 департаментів:
- Дакоро
- Дуна
- Канкалаба
- Лумана
- Ньянкородугу
- Велені
- Синду
- Волонкоту